# لوثر إس. ليفينغستون
لوثر إس. ليفينغستون (بالإنجليزية: Luther S. Livingston)‏ هو مولع بالكتب ‏ أمريكي، ولد في 6 يوليو 1864، وتوفي في 24 ديسمبر 1914.